# Loschberg (Gemeinde Waldhausen)
Loschberg (früher auch Losberg) ist eine Ortschaft und eine Katastralgemeinde der Gemeinde Waldhausen im Bezirk Zwettl in Niederösterreich.
Die Ortschaft hat 54 Einwohner (Stand 1. Jänner 2024).

## Geschichte
Der Ort wird erstmals 1380 schriftlich als Loschperg in Reut erwähnt, im 15. Jahrhundert wird der heute noch in Resten bestehende Meierhof im Ort errichtet.
Im Jahr 1822 wurde der Ort als Dorf mit 12 Häusern genannt, das nach Brand eingepfarrt war, wohin auch die Kinder eingeschult wurden. Die Herrschaft Rastenberg besaß die Ortsobrigkeit, übte die Landgerichtsbarkeit aus, besorgte die Konskription und hatte die Grundherrschaft inne.
Mit der Aufhebung der Grundherrschaften wurde der Ort 1849 eine Katastralgemeinde der Ortsgemeinde Brand. Zu dieser zählte auch noch die Einzellage Loschmühle.
Laut Adressbuch von Österreich waren im Jahr 1938 in Loschberg ein Flaschenbierhändler, ein Marktfahrer, eine Schnittwarenhändlerin und ein Schuster ansässig.
Am 1. Jänner 1968 wurde das Dorf durch die Eingemeindung von Brand dann ein Teil der Gemeinde Waldhausen.

## Siedlungsentwicklung
Zum Jahreswechsel 1979/1980 befanden sich in der Katastralgemeinde Loschberg insgesamt 28 Bauflächen mit 22.840 m² und 22 Gärten auf 15.881 m², 1989/1990 gab es 33 Bauflächen. 1999/2000 war die Zahl der Bauflächen auf 95 angewachsen und 2009/2010 bestanden 43 Gebäude auf 80 Bauflächen.

## Bodennutzung
Die Katastralgemeinde ist landwirtschaftlich geprägt. 123 Hektar wurden zum Jahreswechsel 1979/1980 landwirtschaftlich genutzt und 156 Hektar waren forstwirtschaftlich geführte Waldflächen. 1999/2000 wurde auf 107 Hektar Landwirtschaft betrieben und 170 Hektar waren als forstwirtschaftlich genutzte Flächen ausgewiesen. Ende 2018 waren 103 Hektar als landwirtschaftliche Flächen genutzt und Forstwirtschaft wurde auf 175 Hektar betrieben. Die durchschnittliche Bodenklimazahl von Loschberg beträgt 27,4 (Stand 2010).